# Campeonato de Fútbol Femenino de Primera División B 2021 (Argentina)
El Campeonato de Fútbol Femenino de Primera División B 2021 fue la séptima temporada de la segunda categoría del fútbol femenino argentino. Organizado por la Asociación del Fútbol Argentino. Participaron veintidós equipos y comenzó el 21 de agosto y finalizó el 4 de diciembre.
Los nuevos participantes fueron los dos equipos ascendidos de la Primera C 2020: Vélez Sarsfield que fue campeón y San Miguel que culminó subcampeón.

## Ascensos y descensos
| Descendidos de la Primera División B 2020 |
| ----------------------------------------- |
| No hubo                                   |

| Pos        | Ascendidos a la Primera B |
| ---------- | ------------------------- |
| Campeón    | Vélez Sarsfield           |
| Subcampeón | San Miguel                |

| Pos        | Ascendidos a la Primera División 2021 |
| ---------- | ------------------------------------- |
| Campeón    | Deportivo Español                     |
| Subcampeón | Comunicaciones                        |

| Descendidos de la Primera División 2020 |
| --------------------------------------- |
| No hubo                                 |

## Equipos participantes
| Equipo               | Ciudad              | Estadio                         | Capacidad |
| -------------------- | ------------------- | ------------------------------- | --------- |
| All Boys             | Buenos Aires        | Islas Malvinas                  | 21 500    |
| Almirante Brown      | San Justo           | Fragata Presidente Sarmiento    | 25 000    |
| Argentino de Quilmes | Quilmes             | Argentino de Quilmes            | 7 000     |
| Argentino (Rosario)  | Rosario             | José Martín Olaeta              | 6 800     |
| Argentinos Juniors   | Buenos Aires        | Diego Armando Maradona          | 26 000    |
| Atlanta              | Buenos Aires        | Don León Kolbowsky              | 18 000    |
| Atlas                | General Rodríguez   | Ricardo Puga                    | 2 500     |
| Banfield             | Banfield            | Florencio Sola                  | 34 900    |
| Estudiantes (BA)     | Caseros             | Ciudad de Caseros               | 16 740    |
| Camioneros           | Nueve de Abril      | Hugo Moyano                     | 5 000     |
| Ferro Carril Oeste   | Buenos Aires        | Arquitecto Ricardo Etcheverri   | 12 620    |
| Defensa y Justicia   | Gobernador Costa    | Norberto Tomaghello             | 20 000    |
| Deportivo Armenio    | Ingeniero Maschwitz | Armenia                         | 10 500    |
| Deportivo Merlo      | Parque San Martín   | José Manuel Moreno              | 10 000    |
| Deportivo Morón      | Morón               | Nuevo Francisco Urbano          | 35 000    |
| Lima FC              | Lima                | Domingo Di Donato               |           |
| Liniers              | San Justo           | Juan Antonio Arias              | 3 500     |
| Luján                | Luján               | Municipal de la Ciudad de Luján | 4 000     |
| Puerto Nuevo         | Campana             | Rubén Carlos Vallejos           | 500       |
| San Miguel           | Los Polvorines      | Malvinas Argentinas             | 9 000     |
| Sarmiento            | Junín               | Eva Perón                       | 23 000    |
| Vélez Sarsfield      | Buenos Aires        | José Amalfitani                 | 49 540    |

### Distribución geográfica de los equipos
| Región                                   | Cant. | Equipos |
| ---------------------------------------- | ----- | --- |
| Conurbano bonaerense                     | 12    | Almirante Brown, Argentino de Quilmes, Argentinos Juniors, Banfield, Camioneros, Defensa y Justicia, Deportivo Armenio, Deportivo Merlo, Deportivo Morón, Estudiantes, Liniers y San Miguel. |
| Ciudad de Buenos Aires                   | 3     | All Boys, Atlanta, Ferro y Vélez Sarsfield. |
| Interior de la provincia de Buenos Aires | 5     | Atlas, Lima, Luján, Puerto Nuevo y Sarmiento. |
| Provincia de Santa Fe                    | 1     | Argentino de Rosario. |

## Fase clasificación
Se disputó en dos zonas de 11 equipos cada una donde se jugó todos contra todos a una sola rueda de partidos. Los equipos ubicados del 1° al 4° puesto de cada zona se clasificaron a la “Fase ascenso”, mientras que los ubicados del 5° al 11° puesto disputaron la “Fase permanencia”.

### Zona A

#### Tabla de posiciones
| Pos. | Equipo              | Pts. | PJ | PG | PE | PP | GF | GC | Dif. |
| ---- | ------------------- | ---- | -- | -- | -- | -- | -- | -- | ---- |
| 01.º | Ferro Carril Oeste  | 30   | 10 | 10 | 0  | 0  | 45 | 4  | 41   |
| 02.º | Estudiantes (BA)    | 27   | 10 | 9  | 0  | 1  | 46 | 9  | 37   |
| 03.º | Sarmiento           | 22   | 10 | 7  | 1  | 2  | 28 | 9  | 19   |
| 04.º | Almirante Brown     | 19   | 10 | 6  | 1  | 3  | 30 | 11 | 19   |
| 05.º | Atlas               | 17   | 10 | 5  | 2  | 3  | 24 | 19 | 5    |
| 06.º | Puerto Nuevo        | 15   | 10 | 4  | 3  | 3  | 22 | 16 | 6    |
| 07.º | Camioneros          | 10   | 10 | 3  | 1  | 6  | 14 | 28 | −14  |
| 08.º | San Miguel          | 7    | 10 | 2  | 1  | 7  | 10 | 30 | −20  |
| 09.º | Argentino (Quilmes) | 6    | 10 | 2  | 0  | 8  | 18 | 30 | −12  |
| 10.º | Deportivo Morón     | 4    | 9  | 1  | 1  | 7  | 6  | 30 | −24  |
| 11.º | Liniers             | 0    | 9  | 0  | 0  | 9  | 7  | 64 | −57  |

|  | Los equipos que ocuparon esta posición al final de la disputa clasificaron a la fase ascenso.     |
|  | Los equipos que ocuparon esta posición al final de la disputa clasificaron a la fase permanencia. |

#### Resultados
| Fecha 1            | Fecha 1   | Fecha 1              | Fecha 1                         | Fecha 1      |
| Local              | Resultado | Visitante            | Estadio                         | Fecha        |
| ------------------ | --------- | -------------------- | ------------------------------- | ------------ |
| San Miguel         | 0 - 5     | Estudiantes (BA)     | Malvinas Argentinas             | 22 de agosto |
| Camioneros         | 3 - 1     | Liniers              | Complejo Camino de Cintura      | 22 de agosto |
| Dep. Morón         | 1 - 2     | Puerto Nuevo         | Deportivo Morón Auxiliar        | 22 de agosto |
| Almirante Brown    | 4 - 1     | Argentino de Quilmes | Complejo Deportivo Luis Mendoza | 22 de agosto |
| Ferro Carril Oeste | 2 - 0     | Atlas                | Predio Dr. Santiago Leyden      | 22 de agosto |
| Libre: Sarmiento   |           |                      |                                 |              |

| Fecha 2              | Fecha 2   | Fecha 2            | Fecha 2                         | Fecha 2      |
| Local                | Resultado | Visitante          | Estadio                         | Fecha        |
| -------------------- | --------- | ------------------ | ------------------------------- | ------------ |
| Argentino de Quilmes | 1 - 2     | San Miguel         | Estadio de Argentino de Quilmes | 28 de agosto |
| Estudiantes (BA)     | 12 - 0    | Dep. Morón         | Ciudad de Caseros               | 28 de agosto |
| Liniers              | 1 - 13    | Ferro Carril Oeste | Juan Antonio Arias              | 28 de agosto |
| Atlas                | 2 - 2     | Almirante Brown    | Ricardo Puga                    | 29 de agosto |
| Puerto Nuevo         | 1 - 1     | Sarmiento          | Rubén Carlos Vallejos           | 29 de agosto |
| Libre: Camioneros    |           |                    |                                 |              |

| Fecha 3             | Fecha 3   | Fecha 3              | Fecha 3                         | Fecha 3          |
| Local               | Resultado | Visitante            | Estadio                         | Fecha            |
| ------------------- | --------- | -------------------- | ------------------------------- | ---------------- |
| Dep. Morón          | 0 - 3     | Argentino de Quilmes | Deportivo Morón Auxiliar        | 4 de septiembre  |
| San Miguel          | 2 - 3     | Atlas                | Malvinas Argentinas             | 5 de septiembre  |
| Ferro Carril Oeste  | 5 - 0     | Camioneros           | Predio Dr. Santiago Leyden      | 5 de septiembre  |
| Sarmiento           | 0 - 2     | Estudiantes (BA)     | Ciudad Deportiva                | 10 de septiembre |
| Almirante Brown     | 9 - 0     | Liniers              | Complejo Deportivo Luis Mendoza | 14 de septiembre |
| Libre: Puerto Nuevo |           |                      |                                 |                  |

| Fecha 4                   | Fecha 4   | Fecha 4         | Fecha 4                      | Fecha 4          |
| Local                     | Resultado | Visitante       | Estadio                      | Fecha            |
| ------------------------- | --------- | --------------- | ---------------------------- | ---------------- |
| Atlas                     | 5 - 1     | Dep. Morón      | Ricardo Puga                 | 18 de septiembre |
| Camioneros                | 0 - 5     | Almirante Brown | Complejo Camino de Cintura   | 18 de septiembre |
| Argentino de Quilmes      | 2 - 4     | Sarmiento       | Estadio Argentino de Quilmes | 19 de septiembre |
| Estudiantes (BA)          | 4 - 1     | Puerto Nuevo    | Ciudad de Caseros            | 19 de septiembre |
| Liniers                   | 0 - 4     | San Miguel      | Juan Antonio Arias           | 19 de septiembre |
| Libre: Ferro Carril Oeste |           |                 |                              |                  |

| Fecha 5                 | Fecha 5   | Fecha 5              | Fecha 5                      | Fecha 5          |
| Local                   | Resultado | Visitante            | Estadio                      | Fecha            |
| ----------------------- | --------- | -------------------- | ---------------------------- | ---------------- |
| Puerto Nuevo            | 2 - 0     | Argentino de Quilmes | Rubén Carlos Vallejos        | 25 de septiembre |
| Dep. Morón              | 4 - 0     | Liniers              | Deportivo Morón Auxiliar     | 25 de septiembre |
| San Miguel              | 0 - 2     | Camioneros           | Malvinas Argentinas          | 25 de septiembre |
| Almirante Brown         | 0 - 1     | Ferro Carril Oeste   | Fragata Presidente Sarmiento | 25 de septiembre |
| Sarmiento               | 4 - 1     | Atlas                | Ciudad Deportiva             | 26 de septiembre |
| Libre: Estudiantes (BA) |           |                      |                              |                  |

| Fecha 6                | Fecha 6   | Fecha 6          | Fecha 6                    | Fecha 6      |
| Local                  | Resultado | Visitante        | Estadio                    | Fecha        |
| ---------------------- | --------- | ---------------- | -------------------------- | ------------ |
| Ferro Carril Oeste     | 11 - 0    | San Miguel       | Predio Dr. Santiago Leyden | 2 de octubre |
| Camioneros             | 3 - 3     | Dep. Morón       | Complejo Camino de Cintura | 2 de octubre |
| Atlas                  | 1 - 1     | Puerto Nuevo     | Ricardo Puga               | 2 de octubre |
| Argentino de Quilmes   | 2 - 7     | Estudiantes (BA) | Argentino de Quilmes       | 2 de octubre |
| Liniers                | 1 - 9     | Sarmiento        | Juan Antonio Arias         | 3 de octubre |
| Libre: Almirante Brown |           |                  |                            |              |

| Fecha 7                     | Fecha 7   | Fecha 7            | Fecha 7                  | Fecha 7       |
| Local                       | Resultado | Visitante          | Estadio                  | Fecha         |
| --------------------------- | --------- | ------------------ | ------------------------ | ------------- |
| Estudiantes (BA)            | 5 - 0     | Atlas              | Ciudad de Caseros        | 9 de octubre  |
| Dep. Morón                  | 0 - 1     | Ferro Carril Oeste | Deportivo Morón Auxiliar | 9 de octubre  |
| Puerto Nuevo                | 8 - 1     | Liniers            | Rubén Carlos Vallejos    | 10 de octubre |
| Sarmiento                   | 3 - 0     | Camioneros         | Ciudad Deportiva         | 10 de octubre |
| San Miguel                  | 1 - 5     | Almirante Brown    | Malvinas Argentinas      | 11 de octubre |
| Libre: Argentino de Quilmes |           |                    |                          |               |

| Fecha 8            | Fecha 8   | Fecha 8              | Fecha 8                         | Fecha 8       |
| Local              | Resultado | Visitante            | Estadio                         | Fecha         |
| ------------------ | --------- | -------------------- | ------------------------------- | ------------- |
| Atlas              | 3 - 1     | Argentino de Quilmes | Ricardo Puga                    | 16 de octubre |
| Almirante Brown    | 2 - 0     | Dep. Morón           | Complejo Deportivo Luis Mendoza | 16 de octubre |
| Ferro Carril Oeste | 2 - 1     | Sarmiento            | Predio Dr. Santiago Leyden      | 16 de octubre |
| Liniers            | 1 - 5     | Estudiantes (BA)     | Juan Antonio Arias              | 16 de octubre |
| Camioneros         | 3 - 5     | Puerto Nuevo         | Complejo Camino de Cintura      | 17 de octubre |
| Libre: San Miguel  |           |                      |                                 |               |

| Fecha 9              | Fecha 9   | Fecha 9            | Fecha 9                      | Fecha 9       |
| Local                | Resultado | Visitante          | Estadio                      | Fecha         |
| -------------------- | --------- | ------------------ | ---------------------------- | ------------- |
| Dep. Morón           | 1 - 0     | San Miguel         | Deportivo Morón Auxiliar     | 23 de octubre |
| Argentino de Quilmes | 6 - 2     | Liniers            | Estadio Argentino de Quilmes | 24 de octubre |
| Estudiantes (BA)     | 3 - 0     | Camioneros         | Ciudad de Caseros            | 24 de octubre |
| Puerto Nuevo         | 0 - 2     | Ferro Carril Oeste | Rubén Carlos Vallejos        | 24 de octubre |
| Sarmiento            | 3 - 0     | Almirante Brown    | Ciudad Deportiva             | 24 de octubre |
| Libre: Atlas         |           |                    |                              |               |

| Fecha 10           | Fecha 10  | Fecha 10             | Fecha 10                        | Fecha 10      |
| Local              | Resultado | Visitante            | Estadio                         | Fecha         |
| ------------------ | --------- | -------------------- | ------------------------------- | ------------- |
| Camioneros         | 2 - 1     | Argentino de Quilmes | Complejo Camino de Cintura      | 30 de octubre |
| Almirante Brown    | 2 - 1     | Puerto Nuevo         | Complejo Deportivo Luis Mendoza | 30 de octubre |
| Ferro Carril Oeste | 4 - 1     | Estudiantes (BA)     | Predio Dr. Santiago Leyden      | 30 de octubre |
| Liniers            | 0 - 7     | Atlas                | Juan Antonio Arias              | 30 de octubre |
| San Miguel         | 0 - 1     | Sarmiento            | Malvinas Argentinas             | 31 de octubre |
| Libre: Dep. Morón  |           |                      |                                 |               |

| Fecha 11             | Fecha 11  | Fecha 11           | Fecha 11                     | Fecha 11       |
| Local                | Resultado | Visitante          | Estadio                      | Fecha          |
| -------------------- | --------- | ------------------ | ---------------------------- | -------------- |
| Argentino de Quilmes | 1 - 4     | Ferro Carril Oeste | Estadio Argentino de Quilmes | 6 de noviembre |
| Atlas                | 2 - 1     | Camioneros         | Ricardo Puga                 | 6 de noviembre |
| Sarmiento            | 2 - 0     | Dep. Morón         | Ciudad Deportiva             | 6 de noviembre |
| Estudiantes (BA)     | 2 - 1     | Almirante Brown    | Ciudad de Caseros            | 7 de noviembre |
| Puerto Nuevo         | 1 - 1     | San Miguel         | Rubén Carlos Vallejos        | 7 de noviembre |
| Libre: Liniers       |           |                    |                              |                |

| 1. |

### Zona B

#### Tabla de posiciones
| Pos. | Equipo              | Pts. | PJ | PG | PE | PP | GF | GC | Dif. |
| ---- | ------------------- | ---- | -- | -- | -- | -- | -- | -- | ---- |
| 01.º | Argentino (Rosario) | 30   | 10 | 10 | 0  | 0  | 37 | 5  | 32   |
| 02.º | Banfield            | 25   | 10 | 8  | 1  | 1  | 32 | 3  | 29   |
| 03.º | Vélez Sarsfield     | 19   | 10 | 6  | 1  | 3  | 25 | 11 | 14   |
| 04.º | Deportivo Merlo     | 18   | 10 | 6  | 0  | 4  | 16 | 14 | 2    |
| 05.º | Argentinos Juniors  | 17   | 10 | 5  | 2  | 3  | 31 | 14 | 17   |
| 06.º | Luján               | 13   | 10 | 4  | 1  | 5  | 12 | 20 | −8   |
| 07.º | Defensa y Justicia  | 12   | 10 | 3  | 3  | 4  | 25 | 21 | 4    |
| 08.º | All Boys            | 11   | 10 | 3  | 2  | 5  | 12 | 22 | −10  |
| 09.º | Atlanta             | 6    | 10 | 1  | 3  | 6  | 9  | 33 | −24  |
| 10.º | Lima FC             | 4    | 10 | 1  | 1  | 8  | 6  | 31 | −25  |
| 11.º | Deportivo Armenio   | 3    | 10 | 1  | 0  | 9  | 4  | 35 | −31  |

|  | Los equipos que ocuparon esta posición al final de la disputa clasificaron a la fase ascenso.     |
|  | Los equipos que ocuparon esta posición al final de la disputa clasificaron a la fase permanencia. |

#### Resultados
| Fecha 1            | Fecha 1   | Fecha 1              | Fecha 1                 | Fecha 1      |
| Local              | Resultado | Visitante            | Estadio                 | Fecha        |
| ------------------ | --------- | -------------------- | ----------------------- | ------------ |
| All Boys           | 1 - 4     | Argentino de Rosario | Islas Malvinas          | 21 de agosto |
| Vélez Sarsfield    | 0 - 1     | Banfield             | Villa Olímpica          | 21 de agosto |
| Defensa y Justicia | 9 - 1     | Lima FC              | Predio de La Capilla    | 21 de agosto |
| Argentinos Juniors | 7 - 1     | Atlanta              | CEFFA                   | 22 de agosto |
| Dep. Armenio       | 1 - 4     | Luján                | Armenio Cancha Auxiliar | 22 de agosto |
| Libre: Dep. Merlo  |           |                      |                         |              |

| Fecha 2                | Fecha 2   | Fecha 2            | Fecha 2                                | Fecha 2          |
| Local                  | Resultado | Visitante          | Estadio                                | Fecha            |
| ---------------------- | --------- | ------------------ | -------------------------------------- | ---------------- |
| Luján                  | 2 - 0     | Dep. Merlo         | Predio Barrio San Emilio               | 28 de agosto     |
| Lima FC                | 1 - 2     | Dep. Armenio       | Campo de Deportes                      | 28 de agosto     |
| Atlanta                | 2 - 2     | Defeocult Justicia | Antonio Carbone                        | 29 de agosto     |
| Banfield               | 5 - 0     | All Boys           | Campo de Deportes Dr. Alfredo Palacios | 29 de agosto     |
| Argentino de Rosario   | 1 - 0     | Argentinos Juniors | José Martín Olaeta                     | 10 de septiembre |
| Libre: Vélez Sarsfield |           |                    |                                        |                  |

| Fecha 3            | Fecha 3   | Fecha 3              | Fecha 3                 | Fecha 3          |
| Local              | Resultado | Visitante            | Estadio                 | Fecha            |
| ------------------ | --------- | -------------------- | ----------------------- | ---------------- |
| All Boys           | 1 - 1     | Vélez Sarsfield      | Islas Malvinas          | 4 de septiembre  |
| Defensa y Justicia | 2 - 5     | Argentino de Rosario | Predio de La Capilla    | 4 de septiembre  |
| Argentinos Juniors | 1 - 1     | Banfield             | CEFFA                   | 5 de septiembre  |
| Dep. Merlo         | 1 - 2     | Lima FC              | José Manuel Moreno      | 5 de septiembre  |
| Dep. Armenio       | 0 - 3     | Atlanta              | Armenio Cancha Auxiliar | 15 de septiembre |
| Libre: Luján       |           |                      |                         |                  |

| Fecha 4              | Fecha 4   | Fecha 4            | Fecha 4                                | Fecha 4          |
| Local                | Resultado | Visitante          | Estadio                                | Fecha            |
| -------------------- | --------- | ------------------ | -------------------------------------- | ---------------- |
| Argentino de Rosario | 4 - 0     | Dep. Armenio       | José Martín Olaeta                     | 18 de septiembre |
| Atlanta              | 1 - 2     | Dep. Merlo         | Antonio Carbone                        | 18 de septiembre |
| Vélez Sarsfield      | 3 - 2     | Argentinos Juniors | Villa Olímpica                         | 18 de septiembre |
| Banfocult            | 1 - 0     | Defensa y Justicia | Campo de Deportes Dr. Alfredo Palacios | 19 de septiembre |
| Lima FC              | 0 - 2     | Luján              | Campo de Deportes                      | 19 de septiembre |
| Libre: All Boys      |           |                    |                                        |                  |

| Fecha 5            | Fecha 5   | Fecha 5              | Fecha 5                  | Fecha 5          |
| Local              | Resultado | Visitante            | Estadio                  | Fecha            |
| ------------------ | --------- | -------------------- | ------------------------ | ---------------- |
| Dep. Armenio       | 0 - 4     | Banfield             | Armenio Cancha Auxiliar  | 25 de septiembre |
| Defensa y Justicia | 1 - 4     | Vélez Sarsfield      | Predio de La Capilla     | 25 de septiembre |
| Argentinos Juniors | 4 - 1     | All Boys             | CEFFA                    | 25 de septiembre |
| Luján              | 1 - 0     | Atlanta              | Predio Barrio San Emilio | 26 de septiembre |
| Dep. Merlo         | 1 - 4     | Argentino de Rosario | José Manuel Moreno       | 26 de septiembre |
| Libre: Lima FC     |           |                      |                          |                  |

| Fecha 6                   | Fecha 6   | Fecha 6            | Fecha 6                                | Fecha 6      |
| Local                     | Resultado | Visitante          | Estadio                                | Fecha        |
| ------------------------- | --------- | ------------------ | -------------------------------------- | ------------ |
| All Boys                  | 1 - 3     | Defensa y Justicia | Islas Malvinas                         | 2 de octubre |
| Argentino de Rosario      | 2 - 0     | Luján              | José Martín Olaeta                     | 2 de octubre |
| Vélez Sarsfield           | 3 - 0     | Dep. Armenio       | Villa Olímpica                         | 2 de octubre |
| Atlanta                   | 0 - 0     | Lima FC            | Antonio Carbone                        | 3 de octubre |
| Banfield                  | 1 - 0     | Dep. Merlo         | Campo de Deportes Dr. Alfredo Palacios | 3 de octubre |
| Libre: Argentinos Juniors |           |                    |                                        |              |

| Fecha 7            | Fecha 7   | Fecha 7              | Fecha 7                  | Fecha 7       |
| Local              | Resultado | Visitante            | Estadio                  | Fecha         |
| ------------------ | --------- | -------------------- | ------------------------ | ------------- |
| Defensa y Justicia | 4 - 4     | Argentinos Juniors   | Predio de La Capilla     | 9 de octubre  |
| Luján              | 0 - 4     | Banfield             | Predio Barrio San Emilio | 11 de octubre |
| Dep. Merlo         | 3 - 2     | Vélez Sarsfield      | José Manuel Moreno       | 11 de octubre |
| Dep. Armenio       | 0 - 1     | All Boys             | Armenio Cancha Auxiliar  | 11 de octubre |
| Lima FC            | 0 - 3     | Argentino de Rosario | Campo de Deportes        | 11 de octubre |
| Libre: Atlanta     |           |                      |                          |               |

| Fecha 8                   | Fecha 8   | Fecha 8      | Fecha 8                                | Fecha 8       |
| Local                     | Resultado | Visitante    | Estadio                                | Fecha         |
| ------------------------- | --------- | ------------ | -------------------------------------- | ------------- |
| Argentinos Juniors        | 9 - 1     | Dep. Armenio | CEFFA                                  | 16 de octubre |
| Argentino de Rosario      | 11 - 0    | Atlanta      | José Martín Olaeta                     | 16 de octubre |
| Banfield                  | 9 - 1     | Lima FC      | Campo de Deportes Dr. Alfredo Palacios | 16 de octubre |
| Vélez Sarsfield           | 7 - 1     | Luján        | Villa Olímpica                         | 16 de octubre |
| All Boys                  | 1 - 2     | Dep. Merlo   | Islas Malvinas                         | 17 de octubre |
| Libre: Defensa y Justicia |           |              |                                        |               |

| Fecha 9                     | Fecha 9   | Fecha 9            | Fecha 9                  | Fecha 9       |
| Local                       | Resultado | Visitante          | Estadio                  | Fecha         |
| --------------------------- | --------- | ------------------ | ------------------------ | ------------- |
| Luján                       | 1 - 3     | All Boys           | Predio Barrio San Emilio | 23 de octubre |
| Lima FC                     | 0 - 2     | Vélez Sarsfield    | Campo de Deportes        | 23 de octubre |
| Atlanta                     | 0 - 6     | Banfield           | Antonio Carbone          | 24 de octubre |
| Dep. Merlo                  | 1 - 0     | Argentinos Juniors | José Manuel Moreno       | 24 de octubre |
| Dep. Armenio                | 0 - 2     | Defensa y Justicia | Armenio Cancha Auxiliar  | 24 de octubre |
| Libre: Argentino de Rosario |           |                    |                          |               |

| Fecha 10            | Fecha 10  | Fecha 10             | Fecha 10                               | Fecha 10      |
| Local               | Resultado | Visitante            | Estadio                                | Fecha         |
| ------------------- | --------- | -------------------- | -------------------------------------- | ------------- |
| Argentinos Juniors  | 2 - 0     | Luján                | CEFFA                                  | 30 de octubre |
| Defensa y Justicia  | 1 - 2     | Dep. Merlo           | Predio de La Capilla                   | 30 de octubre |
| All Boys            | 1 - 0     | Lima FC              | Islas Malvinas                         | 31 de octubre |
| Banfield            | 0 - 1     | Argentino de Rosario | Campo de Deportes Dr. Alfredo Palacios | 31 de octubre |
| Vélez Sarsfield     | 2 - 0     | Atlanta              | José Amalfitani                        | 31 de octubre |
| Libre: Dep. Armenio |           |                      |                                        |               |

| Fecha 11             | Fecha 11  | Fecha 11           | Fecha 11                 | Fecha 11       |
| Local                | Resultado | Visitante          | Estadio                  | Fecha          |
| -------------------- | --------- | ------------------ | ------------------------ | -------------- |
| Argentino de Rosario | 2 - 1     | Vélez Sarsfield    | José Martín Olaeta       | 6 de noviembre |
| Atlanta              | 2 - 2     | All Boys           | León Kolbowski           | 6 de noviembre |
| Luján                | 1 - 1     | Defensa y Justicia | Predio Barrio San Emilio | 6 de noviembre |
| Lima FC              | 1 - 2     | Argentinos Juniors | Campo de Deportes        | 6 de noviembre |
| Dep. Merlo           | 4 - 0     | Dep. Armenio       | José Manuel Moreno       | 7 de noviembre |
| Libre: Banfield      |           |                    |                          |                |

|  |

## Fase ascenso

### Sistema de disputa
La disputaron los 8 equipos clasificados desde el 1.° al 4.° en cada una de sus respectivas zonas. Los partidos se jugaron a partido único en una ronda eliminatoria directa desde lo cuartos de final. El sistema de eliminación fue conforme a las posiciones, enfrentándose los mejor con los peor ubicados intercalando entre las zonas, de esta manera:
- 1.° Zona A vs 4.° Zona B
- 1.° Zona B vs 4.° Zona A
- 2.° Zona A vs 3.° Zona B
- 2.° Zona B vs 3.° Zona A

La localía en los cuartos de final fue en los recintos de los 1.° y 2.°. Mientras que las semifinales y la final fueron en campo neutral. Si al cabo de los partidos en los 90 minutos persistía el empate, se determinó que se ejecuten tiros desde el punto de penal.

#### Ascenso
Los equipos que llegaron hasta la final ascendieron a la Primera División, la final fue para definir el campeón del torneo.

### Cuadro de desarrollo
|  | Cuartos de final     | Cuartos de final     | Cuartos de final     |                      |       | Semifinales        | Semifinales     | Semifinales     |  |      | Final            | Final          | Final          |  |
|  | 20 y 21 de noviembre | 20 y 21 de noviembre | 20 y 21 de noviembre |                      |       | 27 de noviembre    | 27 de noviembre | 27 de noviembre |  |      | 4 de diciembre   | 4 de diciembre | 4 de diciembre |  |
|  |                      |                      |                      |                      |       |                    |                 |                 |  |      |                  |                |                |  |
|  |                      |                      |                      |                      |       |                    |                 |                 |  |      |                  |                |                |  |
|  | 1(A)                 | Ferro Carril Oeste   | 4                    |                      |       |                    |                 |                 |  |      |                  |                |                |  |
|  | 1(A)                 | Ferro Carril Oeste   | 4                    |                      |       |                    |                 |                 |  |      |                  |                |                |  |
|  | 4(B)                 | Deportivo Merlo      | 0                    |                      |       |                    |                 |                 |  |      |                  |                |                |  |
|  | 4(B)                 | Deportivo Merlo      | 0                    |                      | 1(A)  | Ferro Carril Oeste | 1 (5)           |                 |  |      |                  |                |                |  |
|  |                      |                      |                      |                      | 1(A)  | Ferro Carril Oeste | 1 (5)           |                 |  |      |                  |                |                |  |
|  |                      |                      | 2(B)                 | Banfield             | 1 (4) |                    |                 |                 |  |      |                  |                |                |  |
|  | 2(B)                 | Banfield             | 2(B)                 | Banfield             | 1 (4) | 2                  |                 |                 |  |      |                  |                |                |  |
|  | 2(B)                 | Banfield             |                      |                      |       |                    |                 |                 |  |      |                  |                |                |  |
|  | 3(A)                 | Sarmiento de Junín   | 0                    |                      |       |                    |                 |                 |  |      |                  |                |                |  |
|  | 3(A)                 | Sarmiento de Junín   | 0                    |                      |       |                    |                 |                 |  | 2(A) | Estudiantes (BA) | 2              |                |  |
|  |                      |                      |                      |                      |       |                    |                 |                 |  | 2(A) | Estudiantes (BA) | 2              |                |  |
|  |                      |                      | 1(A)                 | Ferro Carril Oeste   | 1     |                    |                 |                 |  |      |                  |                |                |  |
|  | 1(B)                 | Argentino de Rosario | 1(A)                 | Ferro Carril Oeste   | 1     | 5                  |                 |                 |  |      |                  |                |                |  |
|  | 1(B)                 | Argentino de Rosario |                      |                      |       |                    |                 |                 |  |      |                  |                |                |  |
|  | 4(A)                 | Almirante Brown      | 0                    |                      |       |                    |                 |                 |  |      |                  |                |                |  |
|  | 4(A)                 | Almirante Brown      | 0                    |                      | 2(A)  | Estudiantes (BA)   | 0 (3)           |                 |  |      |                  |                |                |  |
|  |                      |                      |                      |                      | 2(A)  | Estudiantes (BA)   | 0 (3)           |                 |  |      |                  |                |                |  |
|  |                      |                      | 1(B)                 | Argentino de Rosario | 0 (2) |                    |                 |                 |  |      |                  |                |                |  |
|  | 2(A)                 | Estudiantes (BA)     | 1(B)                 | Argentino de Rosario | 0 (2) | 3                  |                 |                 |  |      |                  |                |                |  |
|  | 2(A)                 | Estudiantes (BA)     |                      |                      |       |                    |                 |                 |  |      |                  |                |                |  |
|  | 3(B)                 | Vélez Sarsfield      | 0                    |                      |       |                    |                 |                 |  |      |                  |                |                |  |
|  | 3(B)                 | Vélez Sarsfield      | 0                    |                      |       |                    |                 |                 |  |      |                  |                |                |  |
|  |                      |                      |                      |                      |       |                    |                 |                 |  |      |                  |                |                |  |

### Cuartos de final

#### Tabla de ordenamiento
Se confeccionó según la ubicación de los equipos en la tabla final de posiciones.
| Orden | Equipo               | Pos.    |
| ----- | -------------------- | ------- |
| 1     | Ferro Carril Oeste   | 1.º (A) |
| 2     | Argentino de Rosario | 1.º (B) |
| 3     | Estudiantes (BA)     | 2.º (A) |
| 4     | Banfield             | 2.º (B) |
| 5     | Sarmiento de Junín   | 3.º (A) |
| 6     | Vélez Sarsfield      | 3.º (B) |
| 7     | Almirante Brown      | 4.º (A) |
| 8     | Deportivo Merlo      | 4.º (B) |

#### Partidos
| 20 de noviembre, 15:30 | Ferro Carril Oeste                                                                 | 4:0     | Deportivo Merlo | Polideportivo Pontevedra, Buenos Aires |  |
|                        | Ana Frenedoso 6' · Ivana Echeverría 10' · Tiziana Lezcano 28' · Andrea Salgado 64' | Reporte |                 |                                        |  |

| 21 de noviembre, 9:00 | Estudiantes (BA)                                         | 3:0     | Vélez Sarsfield | Estadio Ciudad de Caseros, Caseros |  |
|                       | Brisa Galeano 5' · Brisa Galeano 20' · Evelyn Barraz 26' | Reporte |                 |                                    |  |

| 21 de noviembre, 17:00 | Argentino de Rosario                                                                                | 5:0     | Almirante Brown | José Martín Olaeta, Rosario |  |
|                        | Ornela Guzmán 5' · Liana Andrada 8' · Ornela Guzmán 11' · Vanesa González 70' · Vanesa González 90' | Reporte |                 |                             |  |

| 21 de noviembre, 17:00 | Banfield                                | 2:0     | Sarmiento | Campo de Deportes, Luis Guillón |  |
|                        | Natalia Rea 36' · Tamara Villamayor 52' | Reporte |           |                                 |  |

### Semifinal

#### Partidos
| 27 de noviembre, 17:00 | Estudiantes BA                                                                           | 0:0 (3:2 p.)               | Argentino de Rosario                                                                   | El Coliseo, Campana |  |
|                        |                                                                                          | Reporte                    |                                                                                        |                     |  |
|                        |                                                                                          | Tiros desde el punto penal |                                                                                        |                     |  |
|                        | Fallo de penal · Fallo de penal · Acierto de penal · Acierto de penal · Acierto de penal |                            | Fallo de penal · Fallo de penal · Fallo de penal · Acierto de penal · Acierto de penal |                     |  |

| 27 de noviembre, 17:00 | Ferro Carril Oeste                                                                                            | 1:1 (5:4 p.)               | Banfield | Estadio de Chacarita Juniors, Villa Maipú |  |
|                        | Andrea Salgado 8'                                                                                             | Reporte                    | Rocío Arrieta 45+1'                                                                                         |                                           |  |
|                        | | Tiros desde el punto penal | |                                           |  |
|                        | Acierto de penal · Acierto de penal · Fallo de penal · Acierto de penal · Acierto de penal · Acierto de penal |                            | Fallo de penal · Acierto de penal · Acierto de penal · Acierto de penal · Acierto de penal · Fallo de penal |                                           |  |

### Semifinal

#### Final
| 4 de diciembre, 17:30 | Estudiantes (BA)                           | 2:1     | Ferro Carril Oeste  | Ciudad de Vicente López, Florida |  |
|                       | Micaela Schneider 51' · Marlene Campos 52' | Reporte | Tiziana Lezcano 37' |                                  |  |

|                                       |
| Campeón                               |
| Club Atlético Estudiantes 1.er título |

## Goleadoras
| Jugadora              | Equipo             | Goles |
| --------------------- | ------------------ | ----- |
| Marlen Campos         | Estudiantes (BA)   | 20    |
| Kishi Núñez           | Argentinos Juniors | 15    |
| María Eugenia Barreto | Defensa y Justicia | 10    |
| Sabrina López Rincón  | Sarmiento          | 9     |
| Andrea Salgado        | Ferro Carril Oeste | 9     |
| Ivana Echeverría      | Ferro Carril Oeste | 9     |
| Rocío Morales         | Banfield           | 8     |
| Ana Frenedoso         | Ferro Carril Oeste | 8     |
| Tamara Villamayor     | Banfield           | 8     |
| Brisa Galeano         | Estudiantes (BA)   | 8     |
| Brisa de Ángelis      | Almirante Brown    | 8     |